# 병아리난초
병아리난초(Amitostigma gracile)는 난초과의 여러해살이풀이다.

## 설명
숲속 바위에 붙어 자라며, 높이는 8~20cm이다. 양 끝이 뾰족한 원기둥 모양의 뿌리가 1~2개 있으며, 잎은 긴 타원형이다. 길이 3~8cm, 너비 1~2cm이며, 꽃은 6~7월에 자주색으로 피는데, 한쪽으로 치우쳐 핀다. 열매는 삭과로 길이 5~7mm로 짧은 곳이 있으며, 대한민국과 일본에 분포한다.

## 같이 보기
- 난초
- 나비난초
- 약난초